# Anguilla (île)
Pour les articles homonymes, voir Anguilla (homonymie).
Anguilla est la principale île du territoire britannique d'outre-mer d'Anguilla et la seule à être habitée.

## Géographie
Anguilla se situe dans les Petites Antilles, à l'est de Porto Rico et des îles Vierges, entre la mer des Caraïbes au sud-ouest, le canal d'Anguilla qui le sépare de Saint-Martin au sud-est et l'océan Atlantique au nord-est. C'est une île de 26 kilomètres de longueur pour 3 à 5 kilomètres de largeur et une superficie de 96 km2. Relativement plate car atoll surélevé, elle culmine au Crocus Hill à 65 mètres d'altitude.

## Histoire
L'île est découverte en 1650 par les Britanniques qui la colonisent à partir de 1666.